# Liponeura matris
Liponeura matris är en tvåvingeart som beskrevs av Peter Zwick 1982. Liponeura matris ingår i släktet Liponeura och familjen Blephariceridae.
Artens utbredningsområde är Frankrike. Inga underarter finns listade i Catalogue of Life.